# Stéphane Durand (biologiste)
Pour les articles homonymes, voir Stéphane Durand.
Stéphane Durand, né le 18 août 1970, est un biologiste et ornithologue français, écrivain, éditeur, conférencier, photographe, scénariste, réalisateur, journaliste et conseiller scientifique pour le cinéma.

## Publications
- 20000 ans ou la grande histoire de la nature, Actes Sud, 2018
- Ré-ensauvageons la France, co-écrit avec Gilbert Cochet, Actes Sud, 2018.
- Le Peuple des forêts, L'histoire de l'Europe sauvage depuis 20 000 ans, Actes Sud, 2016
- Les Saisons, l'hiver durait depuis 80 000 ans, Actes Sud, 2015

## Éditions
Stéphane Durand dirige ou co-dirige les éditions Mondes Sauvages, Voix de la Terre, Domaines des possibles et Je passe à l'acte chez Actes Sud. Il a notamment publié des ouvrages de François Sarano,Vinciane Despret ou Baptiste Morizot.

## Cinéma
Stéphane Durand a été conseiller scientifique pour les films de Jacques Perrin. 